# Collophoridae
Collophoridae is een familie van springstaarten en telt 8 beschreven soorten.

## Taxonomie
- Geslacht Collophora (8 soorten)